# Peperomia pecuniifolia
Peperomia pecuniifolia är en pepparväxtart som beskrevs av Trel. & Standley. Peperomia pecuniifolia ingår i släktet peperomior, och familjen pepparväxter. Inga underarter finns listade i Catalogue of Life.